# 安南達格斯峰
72°32′S 6°18′W / 72.533°S 6.300°W
安南達格斯峰，是南極洲的山峰，位於毛德皇后地的瑪塔公主海岸，處於朱爾峰西南面30公里，根據挪威探險隊的測量和拍攝的空中照片繪入地圖，現時由南極條約體系管理。